# Zweedse parlementsverkiezingen 1956
Hieronder de uitslag van de verkiezingen voor de Zweedse Tweede Kamer (Andra kammaren), gehouden op 16 september 1956.
| Partij                             | Partijleider    | Stemmen   | %       | ± %       | Zetels | ± Zetels |
| ---------------------------------- | --------------- | --------- | ------- | --------- | ------ | -------- |
| Socialdemokraterna (S)             | Tage Erlander   | 1 729 501 | 44,58   | ▼1,47     | 106    | ▼4       |
| Folkpartiet (FP)                   | Bertil Ohlin    | 923 551   | 23,81   | ▼ 0,63    | 58     | ▼ 0      |
| Högerpartiet (H)                   | Jarl Hjalmarson | 663 742   | 17,11   | ▲2,74     | 42     | ▲11      |
| Bondeförbundet (Bf)                | Gunnar Hedlund  | 366 567   | 9,45    | ▼ 1,29    | 19     | ▼ 7      |
| Sveriges Kommunistiska Parti (SKP) | Hilding Hagberg | 194 017   | 5,00    | ▲ 0,66    | 6      | ▲1       |
| Overig                             | —               | 1 887     | 0,05    | —         | 0      | —        |
| Geldige stemmen                    | —               | 3 879 265 | 100     | —         | —      | —        |
| Totaal                             | Totaal          | 3 902 114 | (79,80) | ▲ (0,70 ) | 231    | ▲1       |

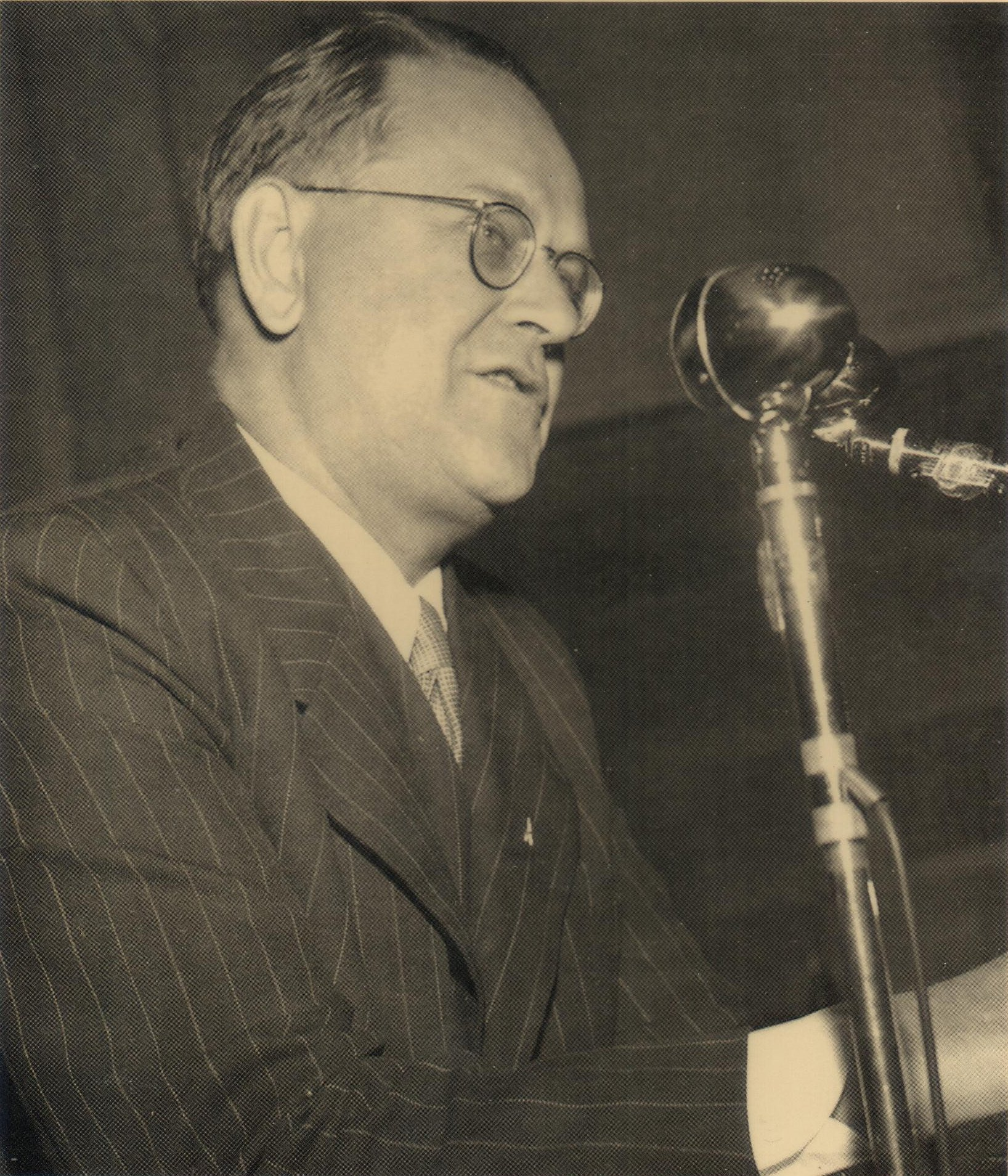
Tage Erlander
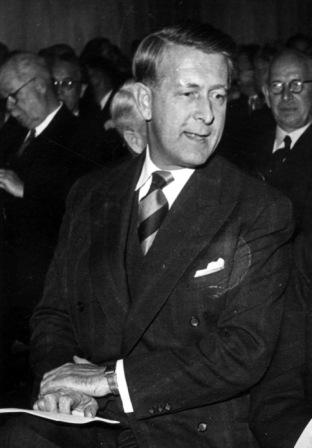
Bertil Ohlin
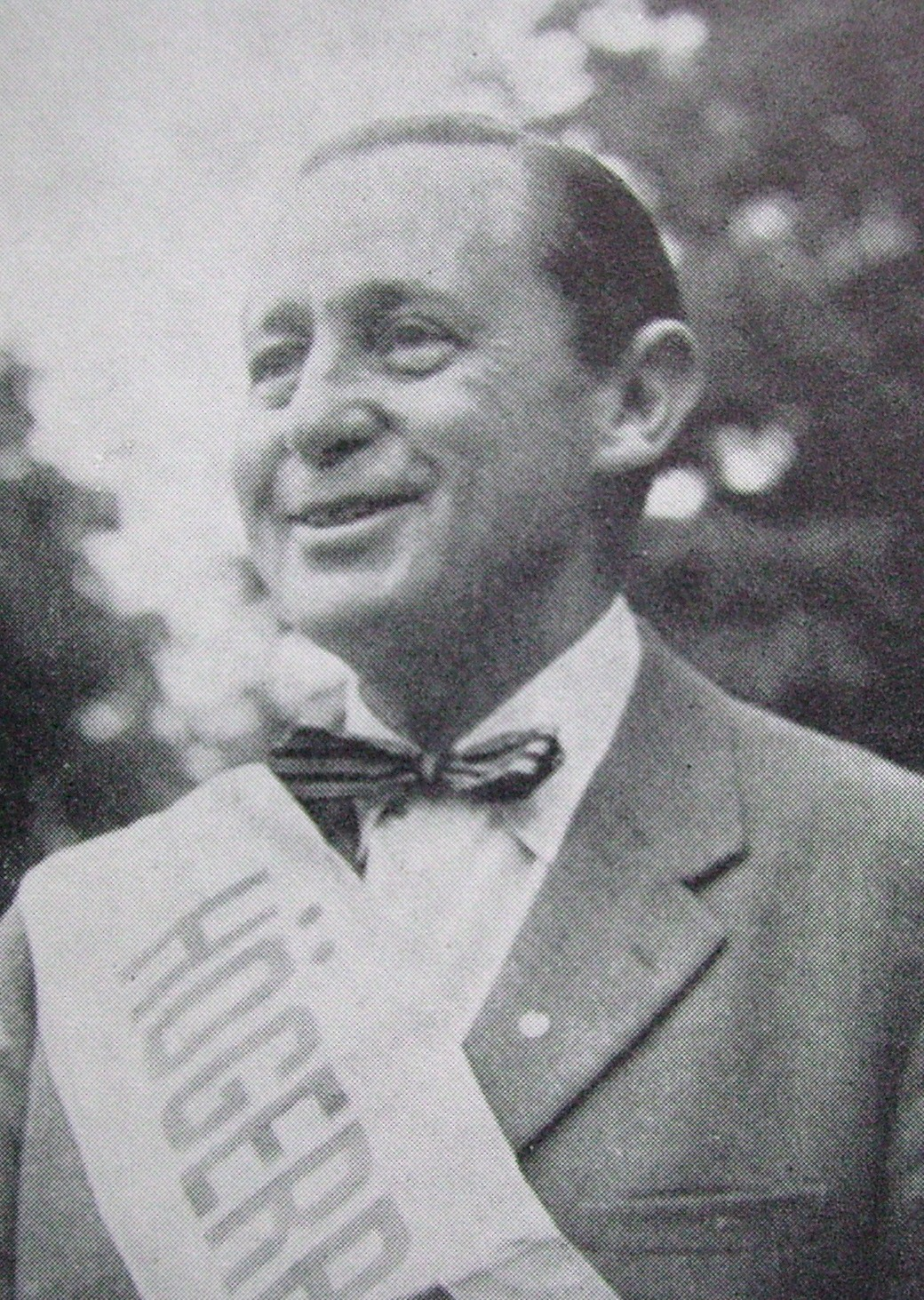
Jarl Hjalmarson
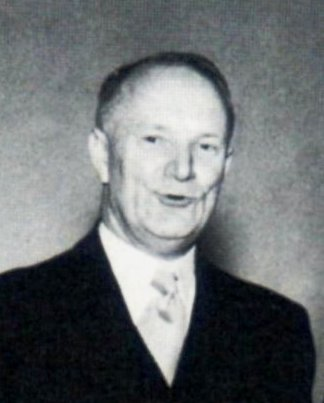
Gunnar Hedlund
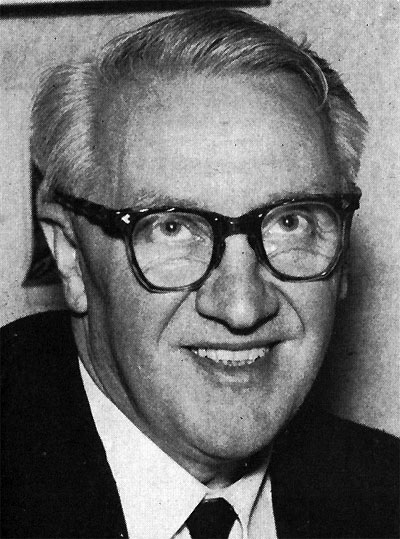
Hilding Hagberg

1911 · 1914 · 1917 · 1920 · 1921 · 1924 · 1928 · 1932 · 1936 · 1940 · 1944 · 1948 · 1952 · 1956 · 1958 · 1960 · 1964 · 1968 · 1970 · 1973 · 1976 · 1979 · 1982 · 1985 · 1988 · 1991 · 1994 · 1998 · 2002 · 2006 · 2010 · 2014 · 2018 · 2022